# Reino de Kartli-Kajetia
El reino de Kartli-Kajetia (en georgiano: ქართლ-კახეთის სამეფო Kartl-K'akhetis Samepo) (1762-1801 o 1801) fue un reino caucásico de breve duración de la segunda mitad del siglo XVIII, creado en 1762 por la unificación de dos reinos orientales georgianos, el reino de Kartli y el reino de Kajetia, que habían existido de forma independiente desde la desintegración del unificado reino de Georgia en el siglo XV. Desde el siglo XVI, y confirmada en 1555 por la Paz de Amasya, ambos reinos fueron y permanecieron intermitentemente bajo el gobierno iraní, hasta 1747 cuando debido a la muerte de Nader Shah, ambos reinos declararon la independencia de facto y fueron unificados bajo el enérgico rey Heraclio II.
Heraclio II pudo, después de siglos de intermitente dominación iraní sobre Georgia, garantizar la autonomía sobre el reino unificado de reciente creación en la época de caos en Irán que se desató tras la muerte de sus reyes, y mantenerlo independiente durante todo el período de la dinastía Zand. En 1783, se firmó el Tratado de Gueórguiyevsk, por el cual se cedía formalmente la investidura de Georgia en manos del zar de Rusia, así como tener la garantía nominal de la protección contra nuevos intentos de Irán, o de cualquier otro, a (re)conquistar o atacar Georgia. En la década de 1790, una nueva y fuerte dinastía iraní había surgido bajo Aga Muhammad Kan, quien fundó la dinastía Kayar de Irán, que resultaría fundamental en la historia del reino de corta duración.
En los siguientes años, después de haber asegurado el Irán continental, el nuevo rey iraní recto se propuso reconquistar el Cáucaso y tenerlo de vuelta dentro de los dominios iraníes. Exigió formalmente a Heraclio II que denunciase el tratado con Rusia y reacepase soberanía iraní voluntariamente a cambio de la paz y la prosperidad de su reino, a lo que Heraclio se negó, posteriormente invadió Kartli-Kajetia, capturando y saqueando Tiflis, con lo que efectivamente quedó de nuevo bajo el régimen iraní.
Los años siguientes fueron años de embrollos y confusión, que terminaron en 1801 con la anexión oficial del reino por el zar Alejandro I de Rusia dentro del Imperio ruso durante la ascensión nominal del hijo de Heraclio, Jorge XII de Georgia, al trono de Georgia. Después de la guerra ruso-persa (1804-1813), Irán cedió oficialmente el reino a Rusia, marcando el inicio de un capítulo ruso en la historia de Georgia.

## Historia

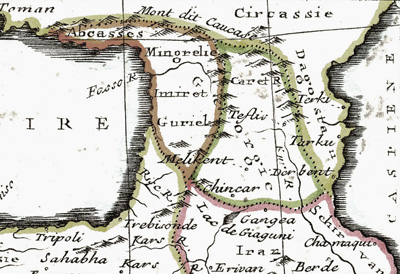
Detalle del mapa de Claude Buffier, 1736

### Creación e inicios
La parte oriental de Georgia se encontraba en un caos constante desde finales del siglo XV. De hecho, Kartli y Kajetia eran dos reinos independientes abandonados a las intenciones expansivas de los musulmanes persas y turcos. Además, la división se multiplicó cuando la nobleza local decidió unirse contra el poder de un rey. Sin embargo, en 1732, cuando Teimuraz II reinaba en Kajetia, con la ayuda de Nader Shah, recuperó también el trono de Kartli. Pero en lugar de gobernar sobre un reino unificado, optó por dejar Kajetia a su hijo mayor, Heraclio II. Tras la muerte en 1747 de Nader Shah, los reinos de Kartli y Kajetia, se habían liberado de la dominación iraní. Teimuraz comenzó después a iniciar relaciones con la Rusia imperial e incluso fue a San Petersburgo en 1761. Morirá allí un año más tarde, dejando sus posesiones al rey de Kajetia, su propio hijo. Kartli y Kajetia fueron reunidos en una unión personal bajo el gobierno por el rey Heraclio II en 1762. Entre 1747 y 1795, Heraclio será, gracias a los cambiantes y agitados acontecimientos en Irán, capaz de mantener la independencia de Georgia a través del período Zand.
Heraclio II se embarcó en dos proyectos importantes: unificar la Transcaucasia y hacerse reconocer por Persia. Con este fin, se las arregló para derrotar al gobernante de Karabaj, Panat Khan, e hizo confirmar sus derechos sobre Ganyá. Pronto, los líderes musulmanes de Shaki, Şamaxı, Karabaj y Najicheván se reconocieron como sus vasallos y Armenia propuso una alianza al rey de Georgia, incluso pidiendo ser integrado directamente en el este de Georgia. Heraclio invadió el Azerbaiyán iraní algún tiempo después y capturó al líder local Azat Khan Afghani, que había declarado su independencia frente a Persia en 1749. Por esta razón, el sah Shâhrokh Châh reconoció la unificación del este de Georgia bajo un mismo cetro, el de Heraclio II, que vio de nuevo como el kanato de Ereván regresaba como uno de sus vasallos.
El camino hacia la reunificación de los muchos estados georgianos estaba abierto. En el oeste de Georgia, prácticamente no hubo oposición y sin embargo, la verdadera oposición apareció en los propios dominios del rey de Kartli. Los nobles trataron varias veces de organizar un golpe de Estado contra Heraclio, en particular en 1765. De hecho, la nobleza tenía miedo de ver transformarse el viejo país dividido en una monarquía absoluta. Sin embargo, sus planes fueron frustrados y se fundó el reino de Kartli-Kajetia.

## Alianza con Rusia

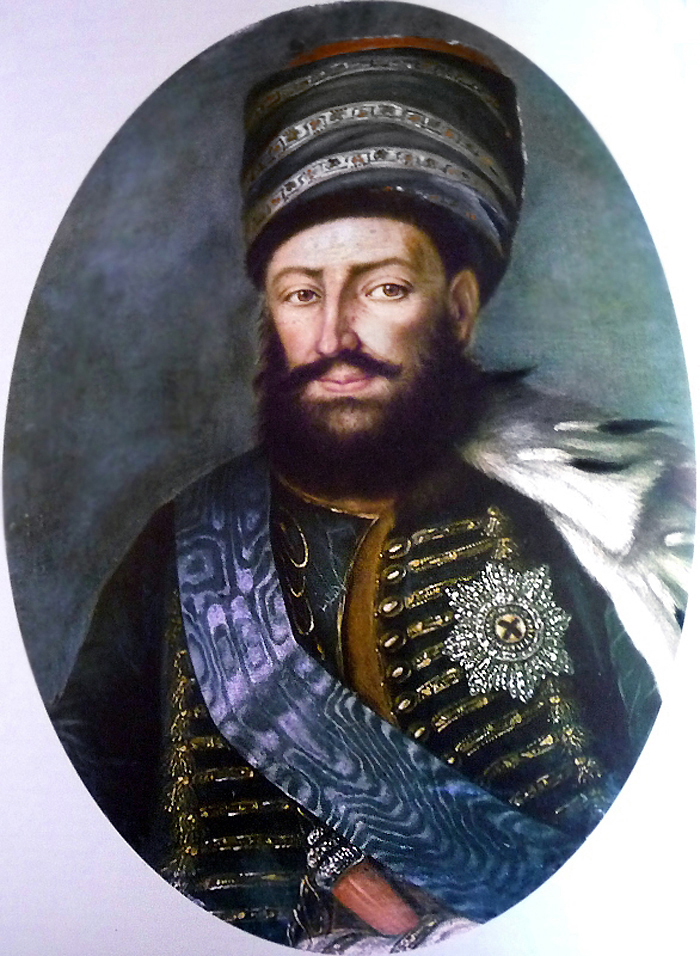
Heraclio II

Rusia volvió a sellar una alianza con Georgia en 1768, cuando comenzó la guerra ruso-turca de 1768-1774. San Petersburgo quería de hecho utilizar las fuerzas de las naciones cristianas del Cáucaso para abrir un nuevo frente en Transcaucasia. Así, en 1770, el general Todtleben fue enviado a Kartli-Kajetia con el fin de montar un gran ejército contra el Imperio otomano. En la primavera de ese año, un batallón de 1200 rusos y 7000 georgianos fue enviado hacia Ajalkalaki. Sin embargo, el general, que no creía que fuera posible una victoria georgiana rápidamente regresó a Tiflis, abandonando al rey Heraclio II. Este logró superar a los turcos durante la batalla de Aspindza y Heraclio II tuvo que regresar rápidamente a su capital, donde los rusos estaban empezando a tomar el control del poder.
Pese a esto, Heraclio quiso desarrollar sus relaciones con la Rusia cristiana. En 1772, envió al catholicos Antón a San Petersburgo como embajador, pero no hizo ningún progreso en las relaciones bilaterales, excepto que la emperatriz Catalina II reconoció la soberanía turca sobre el reino de Imericia. Dos años más tarde, el Darbazi (parlamento georgiano) votó a favor de la entrada de los destacamentos militares rusos con el fin de apoyar a Kartli-Kajetia sin resultados. Pero Heraclio permaneció tan terco como antes y pidió en 1782 la protección oficial de Rusia. A partir de ese momento, Catalina II cambió de opinión y modificó totalmente su política ciega en Transcaucasia. Por último, el 24 de julio de 1783, el general Pável Potiomkin y los representantes de Georgia, Juan Moujrani y Garseván Chavchavadze, firmaron en Gueórguiyevsk (hoy en el krai de Stávropol), en Ciscaucasia, el Tratado de Gueórguiyevsk que cambió su relación. Desde enero de 1784, el tratado fue ratificado por Rusia y Georgia perdió todo el control sobre sus asuntos exteriores. Este sería el comienzo de una política de colonización de Georgia por la corte imperial rusa, que terminará con la desaparición del reino en 1801.
En las últimas décadas del siglo XVIII, Georgia se había convertido en un elemento más importante en las relaciones ruso-iraníes que algunas provincias de la parte continental norte de Persia, como Mazandarán o incluso Guilán. A diferencia de Pedro I el Grande, Catalina la Grande, veía Georgia como pivote para su política caucásica, dado que las aspiraciones de Rusia en ese momento eran utilizarla como base de operaciones contra Irán y el Imperio otomano, sus rivales geopolíticos en la región. Además de eso, no desdeñaba tener otro puerto en la costa georgiana del mar Negro. Un limitado contingente ruso de dos batallones de infantería con cuatro piezas de artillería llegó a Tiflis en 1784, pero fue retirado, a pesar de la frenéticas protestas de los georgianos, en 1787 cuando una nueva guerra contra la Turquía otomana había comenzado en un frente diferente.
Históricamente, Kartli había sido la provincia dominante en Georgia, pero en ese momento estaba debilitada por las invasiones militares iraníes de la dinastía safávida más que su reino vecino del este.[cita requerida] Por ello los reyes de Kajetia se convirtieron en los gobernantes del nuevo reino y Telavi, la capital de Kajetia, en la capital del nuevo estado.[cita requerida] La unificación no impidió que el Imperio persa, ahora bajo la dinastía Kayar, intentase recuperarlo e incluirlo dentro de los dominios de Irán, lo que había pasado de forma intermitente desde principios del siglo XVI.
Buscando protección contra estos ataques, en 1783 el rey Heraclio II concluyó un tratado con el Imperio ruso, el Tratado de Gueórguiyevsk, cediéndole la responsabilidad de la defensa y las relaciones exteriores en el reino del este, a cambio de abjurar oficialmente de cualquier dependencia de Irán o cualquier otro potencia. Sin embargo, a pesar de estas grandes concesiones hechas a Rusia, Heraclio II tuvo éxito al mantener la autonomía interna en su reino.

### La realidad de la alianza
Con esta nueva alianza, el rey Heraclio II pensó que el camino de la reunificación nacional quedaba abierto. En 1784, el rey Salomón I de Imerecia murió dejando como heredero a su sobrino David, que tomará el nombre de Salomón II. Era, por parte de madre, el hijo pequeño del rey de Georgia oriental, y comenzaron las negociaciones para unificar la Imerecia y Kajetia-Kartli. Sin embargo, un complot familiar, encabezado por la esposa de Heraclio, la reina Daredjan, impidió la reunificación y el rey Salomón II conservó su trono. En 1790, una alianza militar fue, no obstante, firmada entre Kutaisi, Tiflis y varios principados semiindependientes de Georgia (Abjasia, Svanetia, Mingrelia, Guria, etc.), mientras que el Tratado de Gueórguiyevsk se ampliaba a Georgia oriental.
Obviamente, el Imperio otomano no estaba conforme con ver disminuir su influencia en el Cáucaso. En 1785, una coalición de otomanos, Akhaltsikhe y Daguestán invadió Kartl-Kajeti. Rusia decidió retirar sus tropas de Georgia dando como explicación que la presencia del ejército ruso podría hacer la situación peor de lo que ya era. Tiflis se vio obligado a volver a pagar tributo y San Petersburgo practicó una política sorda y muda frente a Georgia la siguiente década.
En 1795, Persia decidió recuperar el control sobre el este de Georgia. Una rápida invasión tuvo lugar a continuación, y en septiembre, los casi 35 000 hombres de Aga Muhammad Kan fueron hacia Tiflis, la capital del reino, defendida solo por 5000 georgianos. Se libró durante dos días en Krtsanissi, un suburbio de la ciudad, una sangrienta batalla. Las fuentes georgianas describen el conflicto con gran precisión. El viejo Heraclio, de 75 años, estuvo al frente de su ejército. Al final, 3000 georgianos murieron, contra 13 000 iraníes. Tiflis fue destruida, quemada, arrasada. Su población cristiana fue masacrada y la corte real se trasladó a Telavi, en Kajetia. Un año más tarde, Catalina II de Rusia responderá al ataque persa con la organización de la expedición rusa a Persia de 1796.

## Invasión de los Kayar iraníes
Las consecuencias de estos acontecimientos vinieron unos años más tarde, cuando una nueva dinastía, los Kayars, salió victoriosa en la lucha de poder prolongada en Persia. Su cabeza, Aga Muhammad Kan, tenía como primer objetivo, que el Cáucaso quedase de nuevo totalmente bajo la órbita persa. Para Aga Muhammad Kan, la resubyugación y reintegración de Georgia en el Imperio de Irán era parte del mismo proceso que había llevado a Shiraz, Isfahán y Tabriz bajo su gobierno. Veía, como los safávidas y Nader Shah antes que él, que esos territorios no eran diferentes de los territorios del continente iraní. Georgia era una provincia de Irán de la misma manera que lo era Jorasán. Como afirma la Cambridge History of Iran, su secesión permanente era inconcebible y tenía que ser resistida de la misma manera que de debía de resistir un intento de separación de Fars o Gilan. Era natural por tanto que Aga Muhammad Kan intentase por cualquier medio someter el Cáucaso y reincorporar las regiones recientemente perdidas después de la muerte de Nader Shah y la desaparición de los Zands, incluyendo sofocar lo que a los ojos iraníes era visto como una traición por parte del wali de Georgia.
En un periodo momentáneo de paz en medio de sus propias peleas y con el norte, oeste y centro de Persia seguros, los persas exigieron a Heraclio II que renunciase al tratado con Rusia y que reaceptase la soberanía persa, a cambio de la paz y la seguridad de su reino. Los otomanos, vecinos rivales de Irán, reconocieron los derechos de estos últimos sobre Kartli y Kajetia por primera vez en cuatro siglos. Heraclio apeló entonces a su protector teórico, la emperatriz Catalina II de Rusia, a que comprometiese al menos 3.000 soldados rusos, pero no fue escuchado, dejando a Georgia defenderse sola de la amenaza persa. Sin embargo, Heraclio II siguió rechazando el ultimátum del Khan.
Posteriormente Aga Muhammad Kan cruzó el río Aras, y después de un giro de los acontecimientos por el que obtuvo más apoyo de sus subordinados, los kanes de Ereván y Ganja, envió a Heraclio un último ultimátum, al que también se negó, pero, envió mensajeros a San Petersburgo. Gudóvich, que estaba asentado en Gueórguiyevsk en ese momento, instruyó a Heraclio para evitar "gasto y alboroto", mientras Heraclio, junto con Salomón II y algunos imerecianos se dirigieron hacia el sur de Tiflis para defenderse de los iraníes.
Con la mitad de las tropas Aga Muhammad Kan que habían cruzado el río Aras, marchó entonces directamente sobre Tiflis, donde se inició una gran batalla entre los ejércitos iraníes y georgianos. Heraclio había logrado movilizar a unos 5000 soldados, incluidos unos 2000 del vecino reino de Imericia bajo su rey Salomón II. Los georgianos, irremediablemente superados en número, fueron finalmente derrotados a pesar de una fuerte resistencia. En pocas horas, el rey iraní Aga Muhammad Kan tomó el control total de la capital georgiana. El ejército persa se dirigió de vuelta cargado de botín y llevándose miles de cautivos.
Después de la conquista de Tiflis y teniendo el control efectivo de la parte oriental de Georgia, Aga Muhammad fue coronado formalmente Shah en 1796 en la llanura Mughan. Como señala la Cambridge History of Iran : «El cliente de Rusia, Georgia, había sido castigado, y el prestigio de Rusia, dañado». Heraclio II regresó a Tiflis para reconstruir la ciudad, pero la destrucción de su capital fue un golpe mortal a sus esperanzas y proyectos. Al enterarse de la caída de Tiflis el general Gudóvich echó la culpa a los propios georgianos. Para restaurar el prestigio de Rusia, Catalina II declaró la guerra a Persia, a propuesta de Gudóvich, y envió un ejército al mando de Valerián Zúbov a las posesiones Kayar en abril de ese año, pero el nuevo zar Pablo I de Rusia, que sucedió a Catalina en noviembre, renunció pronto.

## Consecuencias y anexión en el Imperio ruso

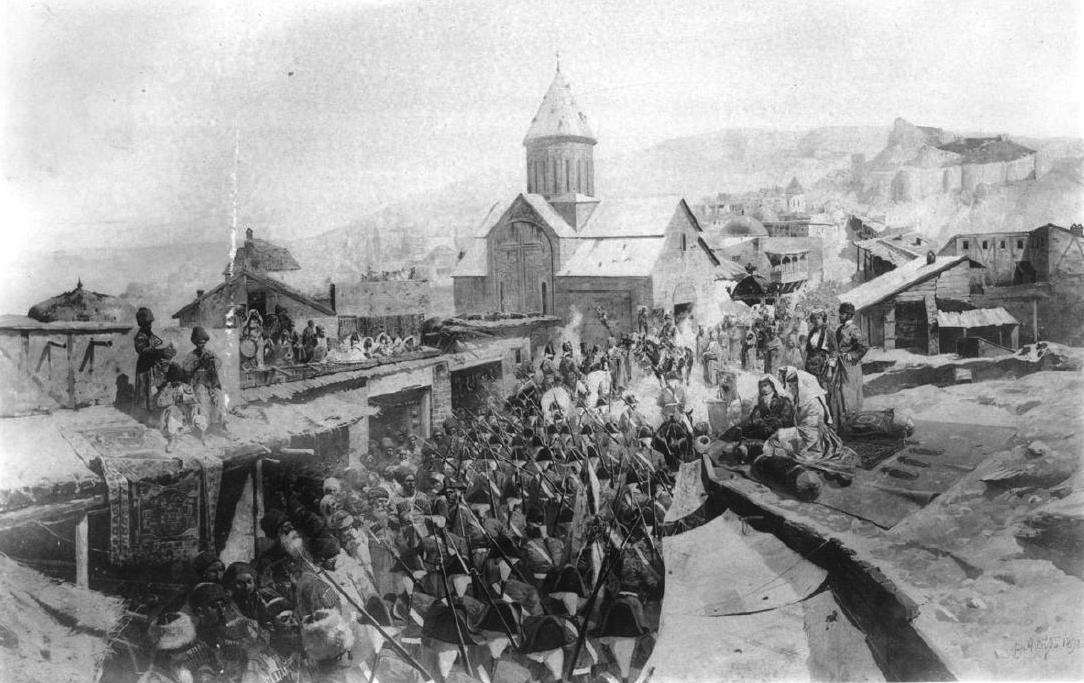
La entrada de las tropas rusas en Tiflis 26 de noviembre de 1799], obra de Franz Roubaud, 1886

El restablecimiento del gobierno iraní en Georgia duró poco esta vez, y los siguientes años fueron años de embrollos y confusión. En 1797, Aga Muhammad Kan fue asesinado en su tienda en Shusha, la capital del kanato de Karabaj, que había tomado solo algunos días antes. El 11 de enero de 1798, el rey Heraclio II murió finalmente en Telavi y su hijo mayor le sucedió bajo el nombre de Jorge XII (1746-1800). Jorge XII y sus hijos tomaron medidas importantes para destruir el poder de los nobles y otros príncipes reales, que optaron en su mayor parte por refugiarse en Persia. 
El 22 de febrero de 1799, Jorge reconoció a su propio hijo mayor, el zarevich David (Davit Bagrationi-batonishvili), como heredero oficial. En ese mismo año, tras el vacío de poder en Georgia debido principalmente a la muerte de Aga Muhammad Kan, las tropas rusas entraron en Tiflis. De conformidad con el artículo VI del Tratado de 1783, el emperador Pablo confirmó la reclamación de David al reino reconociéndolo rey el 18 de abril de 1799. Sin embargo, la lucha estalló entre los muchos hijos del rey Jorge y los de su difunto padre sobre el trono, Heraclio II cambió el orden de sucesión a instancias de su tercera esposa, la reina Darejan (Darya), para favorecer el acceso de los hermanos menores de los reyes fallecidos sobre sus propios hijos. Pronto, el rey cayó gravemente enfermo. La agitación dinástica resultante provocó que el rey Jorge invitase secretamente a Pablo I de Rusia a invadir Kartli-Kajetia, para someter a los príncipes Bagrationi, y gobernar el reino desde San Petersburgo, con la condición de que se permitiese que Jorge y sus descendientes continuasen reinando nominalmente —en efecto, ofreció mediatizar la dinastía Bagrationi bajo los emperadores Románov. La continuada presión desde Persia, también condujo a la petición de Jorge XII para la intervención rusa.
Los rusos tomaron gradualmente el control sobre todos los asuntos internos del reino, contrariamente a los acuerdos de 1783. En noviembre de 1800, los rusos impidieron a los musulmanes organizar otra invasión de Kartli-Kajetia. Aunque Pablo había aceptado la oferta de dejar gobernar nominalmente a los Bagratidas, antes de que las negociaciones pudieran ser finalizadas, cambió de opinión y emitió un decreto secreto el 18 de diciembre de 1800 anexionando Kartli-Kajetia a Rusia y deponiéndolos. Este manifiesto no se publicó entonces y Jorge XII murió diez días después, el 28 de diciembre,  antes de saber que había perdido su trono. Su hijo David, el heredero al trono, no recibió los atributos reales. El mismo Pablo fue asesinado poco después, el 23 de marzo de 1801 y se dice que su sucesor, el emperador Alejandro I, consideró retrotraer la anexión a favor de un heredero Bagratida, pero al ser incapaz de identificar a alguien con alguna probabilidad de retener la corona, el 12 de septiembre de 1801 Alejandro procedió a confirmar la anexión.   publicando el manifiesto oficialmente en San Petersburgo, y no reconociendo más que la independencia de la Georgia oriental. El mes de abril siguiente, las tropas rusas tomaron el control de la administración del país y el 12 de abril el manifiesto fue leído en Tiflis y los príncipes reales fueron exiliados a la propia Rusia. Se creó la "Provincia de Georgia" y ese fue el comienzo de la anexión rusa del Cáucaso. En febrero de 1803 el zarévich David Bagrationi fue escoltado por las tropas rusas desde Tiflis a San Petersburgo.
Como era imposible que Irán renunciase a Georgia, que había sido parte del concepto de Irán durante tres siglos como el resto de sus territorios del Cáucaso, la anexión de Kartli-Kajetia marcaría el período previo a la guerras ruso-persas del siglo XIX, a saber, la guerra ruso-persa (1804-1813) y la Guerra Ruso-Persa (1826-1828). En la guerra de 1804-1813, se anotaron una victoria decisiva sobre el ejército iraní en el río Zagam salvando Tiflis de la reconquista de Irán, que finalmente terminó con el Tratado de Gulistan, que forzaría a Irán a ceder oficialmente el este de Georgia, Daguestán, así como la mayoría de la actual Azerbaiyán a Rusia. En la guerra 1826-1828, Rusia tomó lo que hoy en día es Armenia, el kanato de Najicheván, el kanato de Lankaran y la provincia de Iğdır de Irán, por lo que en 1828,  habría completado la conquista de todos los territorios del Cáucaso en la Transcaucasia y el Cáucaso Norte a Irán, y por eso, se había asegurado un fuerte punto de apoyo en el Cáucaso. Partes de Georgia occidental se añadirían más tarde al imperio tras las guerras contra el Imperio otomano, también en el curso del siglo XIX.
Las tropas rusas se quedaron en Tiflis hasta julio de 2001, dejando el país tras poco más de 200 años.
Hoy en día la responsablidiad de romper el Tratado de Gueórguiyevsk se le atribuye a Jorge XII, que dejó a los generales rusos reemplazar a sus propios ministros por algunos políticos e historiadores. Sin embargo, en el siglo XIX, los nacionalistas y escritores, principalmente georgianos querían a Heraclio II para haber hecho una alianza con un país para no ver la unificación con Georgia realizada. Así, el famoso poeta Nikoloz Baratashvili  (1817-1844) concluye su famosa obra El destino de Georgia con estas pocas líneas:

Pasaron los años en paz.
Una vez más Heraclio levantó su espada
Para reducir las gracias del Daguestán.
Incluso los persas tuvieron contratiempos.
En su vejez, amasó sus fuerzas,
De nuevo malmena los otomanos.
Cubrió su nombre de nuevo de gloria.
Fue en vano. Ya que desde mucho tiempo,
Tenía, en su corazón, el rey Heraclio
elegido el destino de Georgia.

## Cultura

### Ciencias
Las grandes actividades culturales de principios del siglo XVIII se vieron paralizadas cuando el rey Vajtang VI de Kartli se exilió en Rusia con muchos filósofos, historiadores y científicos, en 1724, para fundar una gran colonia de Georgia en Moscú. Sin embargo, los pocos pensadores que permanecieron en Georgia decidieron recrear un mundo cultural en su país y fueron particularmente ayudados por el rey Heraclio II y su primo, el Catholicos Anton I. Como lo describió Nodar Assatiani, este último era un hombre culto inspirado por las obras de Aristóteles y Platón y los filósofos georgianos medievales (como Juan Petritsi). Tenía los mismos pensamientos que los filósofos de la época de la Ilustración en Francia y Alemania y tradujo al georgiano de Christian Wolff y muchas otras obras en alemán. Anton I también escribió las piedras preciosas, que dedicó al rey de Kartl-Kakheti.
Anton I estuvo acompañado por una "galaxia" de filósofos georgianos, como Gaïoz el Rector, Philippe Qaïtmazachvili, Joseph de Nekressi y Anton Tsargaleli. Juntos, tradujeron varias obras del ruso, el armenio y otros idiomas. Por primera vez, la corte real de Georgia se hizo cargo de la educación nacional. Así, bajo el liderazgo del Catholicos, se publicó una Gramática georgiana, el primer libro dirigido a la enseñanza de la lengua georgiana.

### Escuelas
La primera escuela de estilo moderno fue inaugurado en Georgia en 1782. Era un seminario de filosofía, establecido en Telavi, que había servido previamente como una escuela teológica desde 1758. Por lo general, los estudiantes brillantes salidos de tales escuelas recibieron becas especiales para estudiar en Rusia o Europa. Poco a poco, cada iglesia y monasterio se convertirá en una escuela privada. En 1799, el príncipe Jean Bagration desarrolló un plan serio para la educación de la juventud, pero no lo pudo llevar a cabo cuando Rusia se anexionó de Kartl-Kakheti dos años más tarde. De hecho, el gobierno central se dio cuenta de que el país necesitaba personalidades educadas en la diplomacia, así como en los asuntos militares.
El establecimiento de escuelas y el nuevo sistema educativo en Georgia exigieron la adquisición de una serie de libros. Para este fin, se crearon imprentas en Tiflis desde 1749 (el único equipo de impresión en Georgia había sido importado por Vajtang VI desde Rusia en 1724). Se imprimieron libros extranjeros y georgianos con caracteres artísticos, fundando así un estilo georgiano de impresión único, entre el arte persa y el arte europeo.

### Pensamiento político de Georgia
Muchos pensadores de Georgia descubrieron su pasión en Europa Occidental, sobre todo en Francia. El mejor ejemplo es Amilakhvari Alexander (1750-1802), un noble de estilo georgiano que escribió entre otros Un hombre sabio de Oriente, basándose en el mismo estilo que las Lettres persanes de Montesquieu. Amilakhvari, noble originaria de Imerecia, también era conocida por su oposición al reinado de Heraclio II, contra el que había llevado a cabo la conspiración de 1765. Este odio también puede reflejarse en su Historia georgiana publicado en ruso en San Petersburgo.
Los príncipes reales tuvieron también un gran respeto por los pensadores europeos. El regente David también había traducido en su juventud el Espíritu de las leyes de Montesquieu y mostró pasión por Voltaire. El proyecto de reforma presentado al rey Jorge XII por su hijo Juan, en mayo de 1799 se basó principalmente en la filosofía de la Ilustración. La idea principal de esta reforma fue la creación de una monarquía absoluta con una corte real centralizada, dejando a las provincias bajo el control directo del monarca, como la monarquía de Versalles.
La historiografía georgiana también se desarrolló durante el reinado de Heraclio II. Así, el reinado rico en eventos de este monarca fue informado por historiadores como Papouna Orbeliani (Historias de Kartli) y Omán Kherkheoulidze (Reinado de Heraclio II).

### Arte y literatura

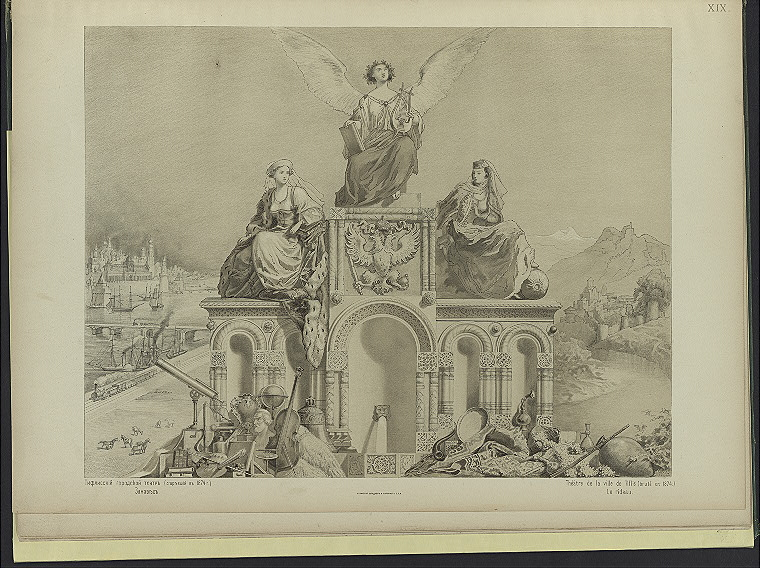
Teatro de Tiflis

La literatura georgiana de la segunda mitad del siglo XVIII está marcada po un patriotismo importante. Los mejores ejemplos son las obras de David Gouramichvili (1705-1792), que vivió en Rusia y que transmitió sus poemas en Georgia a través de las numerosas delegaciones de Georgia que visitaron San Petersburgo desde 1783, y el romántico Bessiki Gabachvili (1750-1791).
Bajo el reinado de Heraclio II, y hasta la batalla de Krtsanissi, Tiflis fue la primera ciudad de Transcaucasia. Además, georgianos, armenios, persas, indios y turcos vivían juntos como comerciantes y artistas. Un movimiento de trovadores que cantaban en georgiano, armenio y azerí trabajando para la corte real de Kartl-Kakheti. El teatro también se desarrolló: el dramaturgo Georges Avalichvili no se contentó con traducir piezas del ruso, también escribió una comedia sobre el reinado de Teimouraz II y Heraclio II. David Cholokashvili, un ministro del rey, tradujo Ifigenia al georgiano. Sin embargo, todas estas actividades se acabaron con la invasión persa de 1795.

### Monasterios
Los monasterios jugaron un papel importante en la historia del país y permanecen como lugares de interés turístico por la calidad de su arquitectura:
- el monasterio de Shuamta
- el monasterio de Nekresi

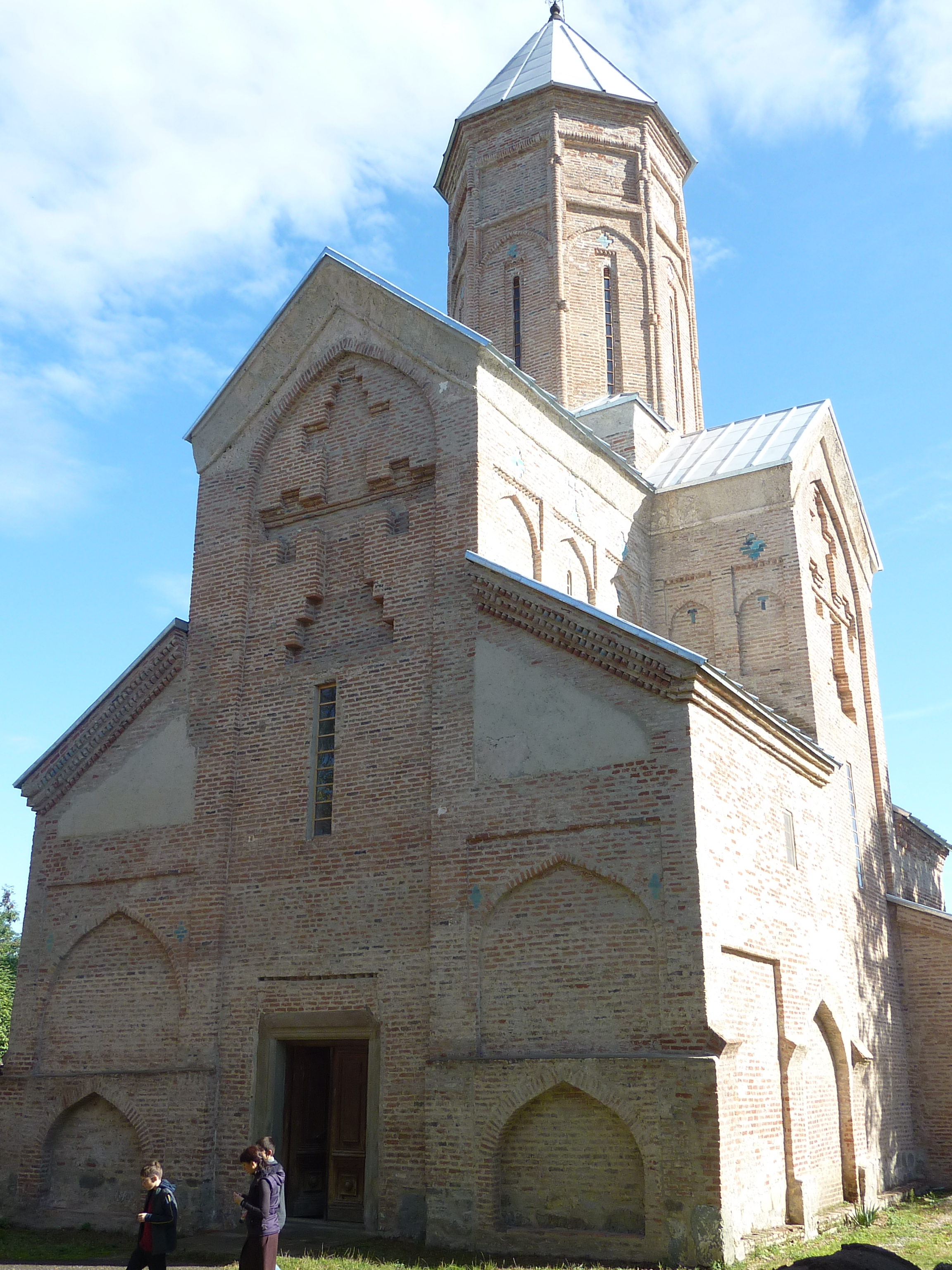
Monasterio femenino de Shuamta (siglo XIV).
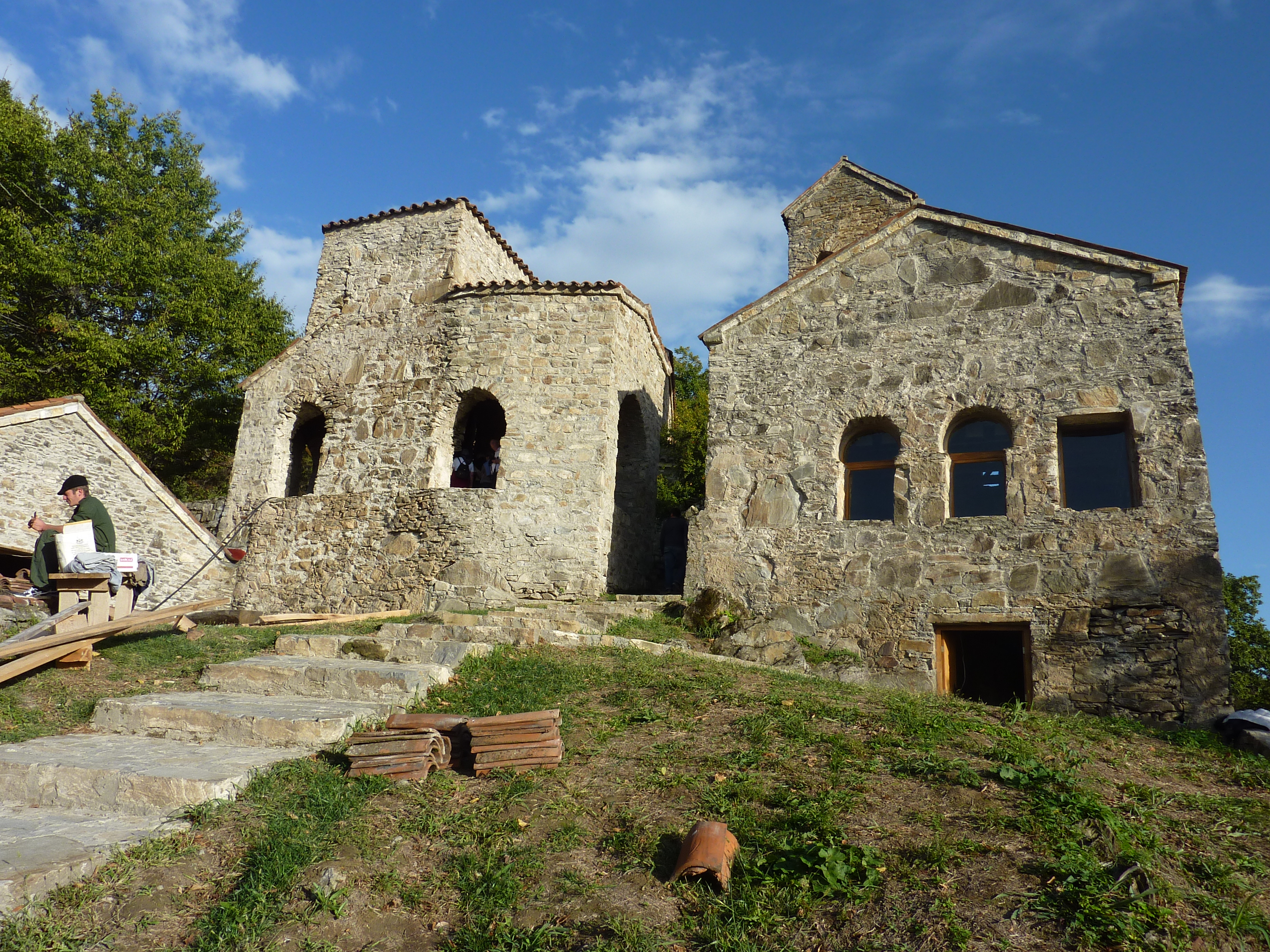
Monasterio de Nekresi en los primeros contrafuertes del Cáucaso (siglo XVI).

## Lista de soberanos de Kartli-Kajetia
- 19 de enero de 1762 - 12 de enero de 1798: Heraclio II
- 14 de enero de 1798 - 28 de diciembre de 1800: Jorge XII
- 28 de diciembre de 1800 - 12 de abril de 1802: David (regente)